# Política da Suíça
A Confederação Suíça é uma república democrática na forma de uma federação. De acordo com a constituição federal de 1999, os cantões da Suíça detêm todos os poderes não especificamente delegados à Confederação.Na maioria das vezes, entretanto, as responsabilidades são compartilhadas entre os cantões e o governo federal.
A Suíça é uma democracia semidireta; em outras palavras, ela combina características da democracia representativa, como a existência de um parlamento, com características da democracia direta, como o direito do povo de lançar iniciativas e referendos.

## Parlamento
O parlamento bicameral suíço, a Assembléia Federal, é primariamente quem exerce o poder. As duas câmaras, o Conselho de Estado e o Conselho Nacional, têm poderes iguais em todos os aspectos, inclusive quanto à iniciativa legislativa.
Os 46 membros do Conselho de Estado (dois de cada cantão e um de cada um dos chamados semicantões) são eleitos diretamente em cada cantão, enquanto os 200 membros do Conselho Nacional são eleitos diretamente num sistema de representação proporcional. A coexistência desses dois métodos eleitorais diferentes dá às duas câmaras composições muito diferentes, forçando-as a negociar bastante para encontrar maiorias. O mandato dos membros da Assembléia é de quatro anos.

## Democracia direta
A Suíça tem instrumentos de democracia direta em três níveis institucionais: comunal, cantonal e federal.
Em nível federal, quase todas as leis aprovadas pelo parlamento podem ser contestadas pelo povo. Tudo o que é necessário é que os oponentes coletem as assinaturas de 50.000 pessoas com direito a voto em um prazo de cem dias. Se esse for o caso, será realizado um referendo sobre a lei contestada. Se a maioria votar contra, a lei é revogada.
Uma iniciativa pode ser lançada por qualquer grupo ou cidadão, propondo a introdução de um novo artigo na constituição. Se eles conseguirem coletar 100.000 assinaturas no prazo de dezoito meses, será realizada uma votação. Se a maioria dos cidadãos, e a maioria dos cidadãos na maioria dos cantões, aceitar a proposta, ela será incluída na constituição. As autoridades serão então obrigadas a implementá-la.

## Poder executivo
O órgão executivo máximo é o Conselho Federal, um colegiado de sete membros. Embora a constituição determine a responsabilidade da Assembléia Federal pela eleição e supervisão dos membros deste Conselho, ele assumiu gradualmente um papel de destaque na direção do processo legislativo, além de sua atribuição na execução da lei federal. O Presidente da Confederação Suíça é eleito dentre os sete conselheiros pela Assembléia Federal, e por um ano assume funções representativas especiais.
Desde 1959, os quatro partidos majoritários estão representados no Conselho Federal de acordo com a "fórmula mágica", proporcional à sua representação no Parlamento federal: dois democratas cristãos (CVP/PDC), dois social-democratas (SPS/PSS), dois liberais radicais (FDP/PRD), e um do Partido Popular da Suíça (SVP/UDC). Esta distribuição tradicional dos assentos, entretanto, não é sustentada por nenhuma lei.
Essa divisão foi alterada em 2008 e novamente em 2016. Atualmente, há dois para o Partido Popular da Suíça (SVP/UDC), dois para o liberais radicais (FDP/PRD), dois para o Partido Social-Democrata da Suíça|social-democratas (SPS/PSS)]] e um para o Partido Popular Democrata-Cristão da Suíça|democratas cristãos (CVP/PDC)]]..
Atualmente os titulares das cadeiras são:
- Viola Amherd, dos democratas cristãos  (CVP/PDC)
- Albert Rösti, do Partido Popular da Suíça (SVP/UDC)
- Guy Parmelin, do Partido Popular da Suíça (SVP/UDC)
- Ignazio Cassis, dos liberais radicais (FDP/PRD),
- Karin Keller-Sutter, dos liberais radicais (FDP/PRD),
- Élisabeth Baume-Schneider, dos social-democratas (SPS/PSS)
- Alain Berset, dos social-democratas (SPS/PSS).[6]

## Poder judicial
O Tribunal Federal zela pelo cumprimento da lei e resolução de conflitos oriundos de violações de autonomias cantonais e comunais, bem como de tratados internacionais; aprecia ainda reclamações por violação de direitos constitucionais. Seus juízes são eleitos pela Assembléia Federal para mandatos de seis anos.

## Galeria

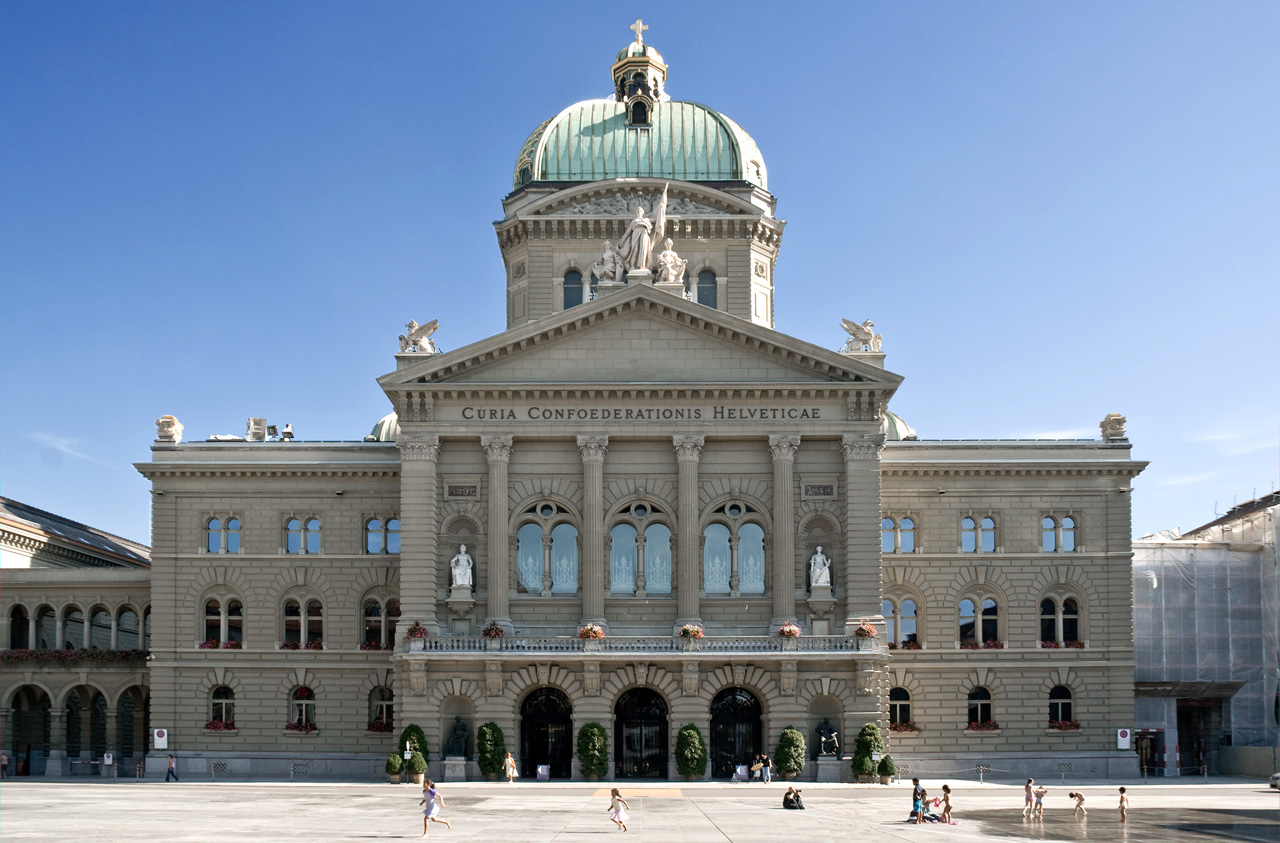
Assembleia Federal da Suíça em Berna.
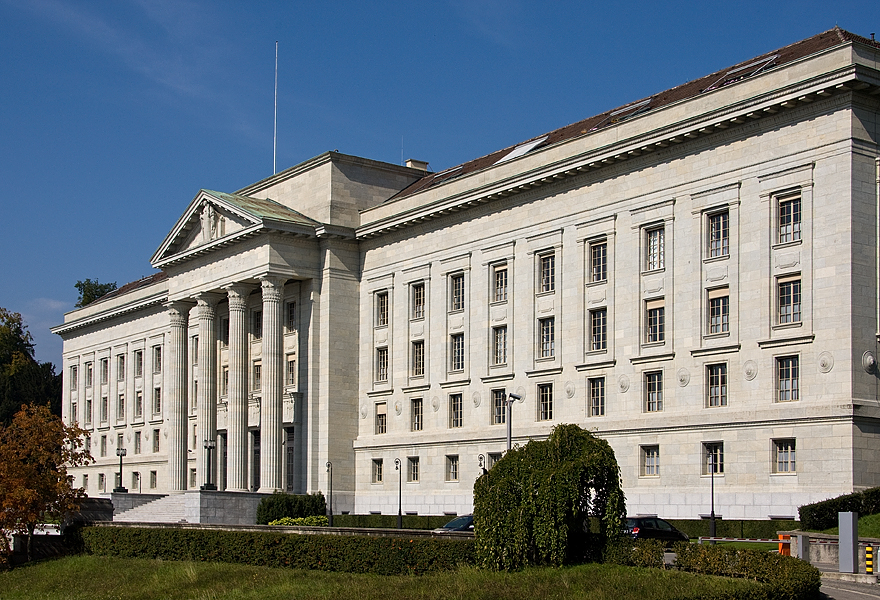
O Tribunal Federal, em Lausanne.